# پراکس
پراکس (به ایتالیایی: Braies) یک کومونه در ایتالیا است که در تیرول جنوبی واقع شده‌است. پراکس ۸۹٫۲ کیلومتر مربع مساحت و ۶۵۷ نفر جمعیت دارد.